# Astacidea
Ne doit pas être confondu avec Astacidae.
Infra-ordre
Les Astacidea ou Astacoures constituent un infra-ordre de crustacés décapodes marins, créé par Pierre André Latreille (1762-1833) en 1802.  Il comprend les crustacés allongés possédant une puissante paire de pinces : homards, langoustines et écrevisses.

## Liste des super-familles
Selon World Register of Marine Species (2 septembre 2015) :
- super-famille Astacoidea Latreille, 1802 — Écrevisses.
  - famille Astacidae Latreille, 1802
  - famille Cambaridae Hobbs, 1942
  - famille Parastacidae Huxley, 1879
- super-famille Enoplometopoidea Saint Laurent, 1988
  - famille Enoplometopidae Saint Laurent, 1988
- super-famille Nephropoidea Dana, 1852 — Homards et langoustines.
  - famille Nephropidae Dana, 1852

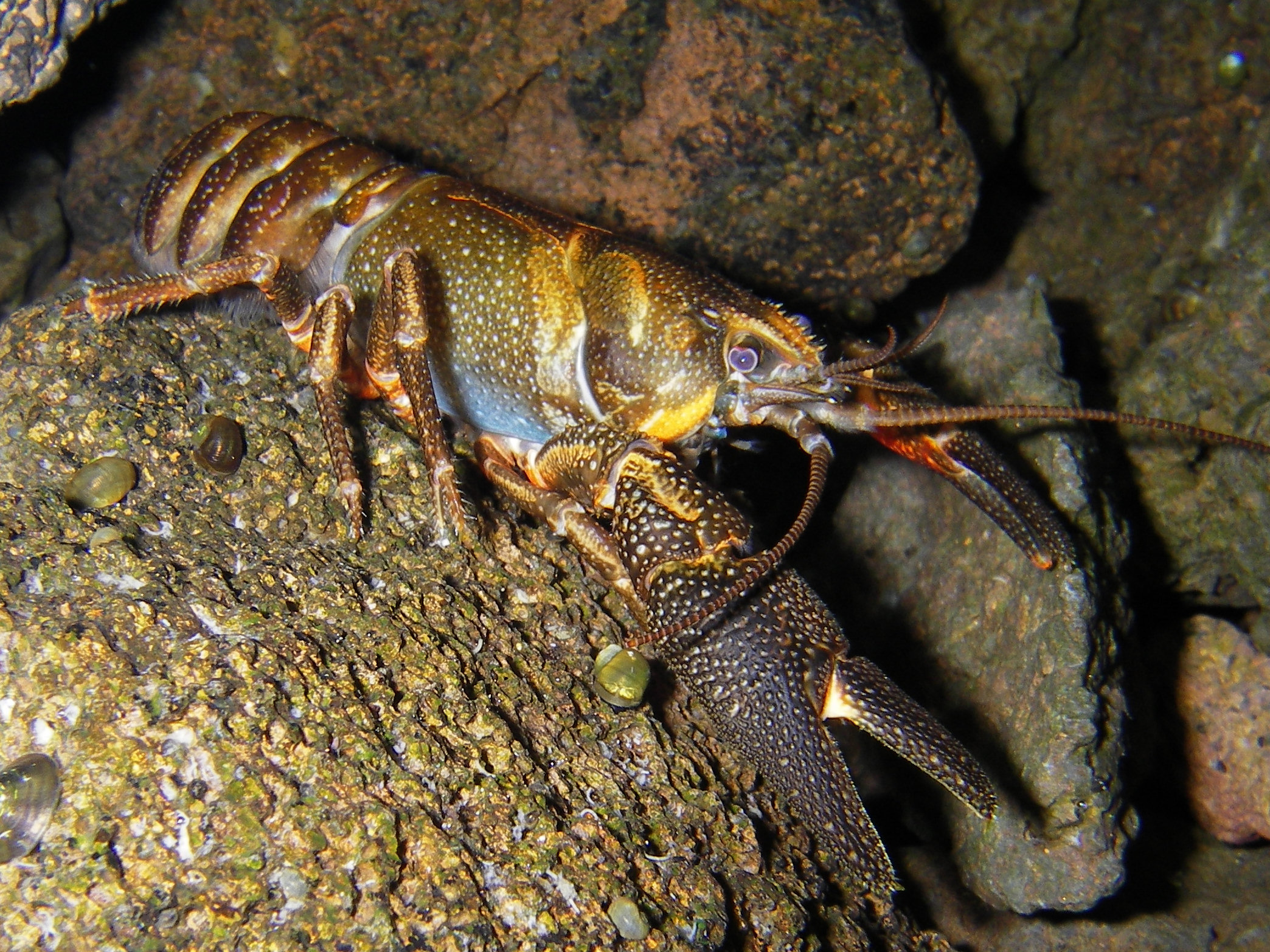
Pacifastacus fortis, une écrevisse de la famille des Astacidae
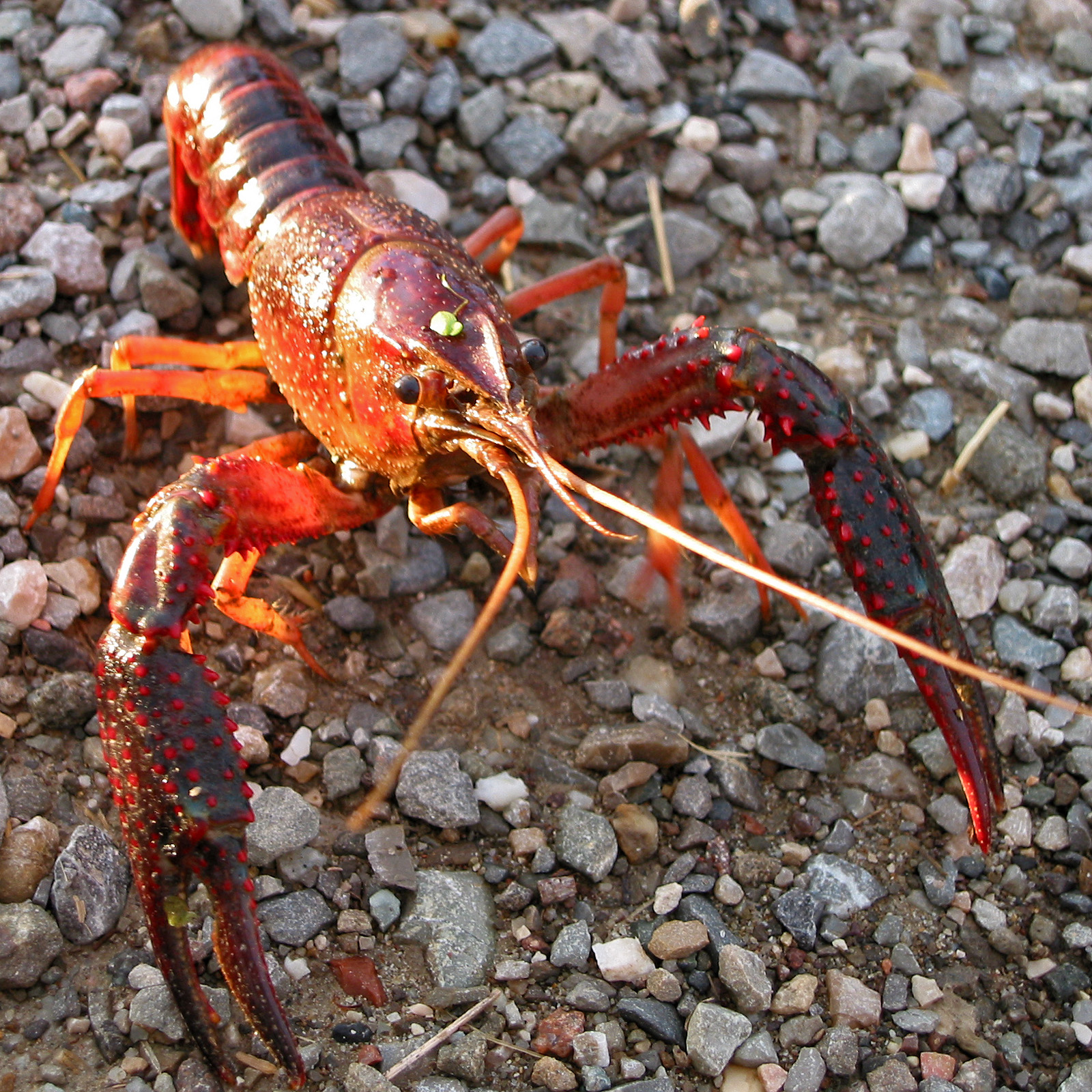
Procambarus clarkii, une écrevisse de la famille des Cambaridae
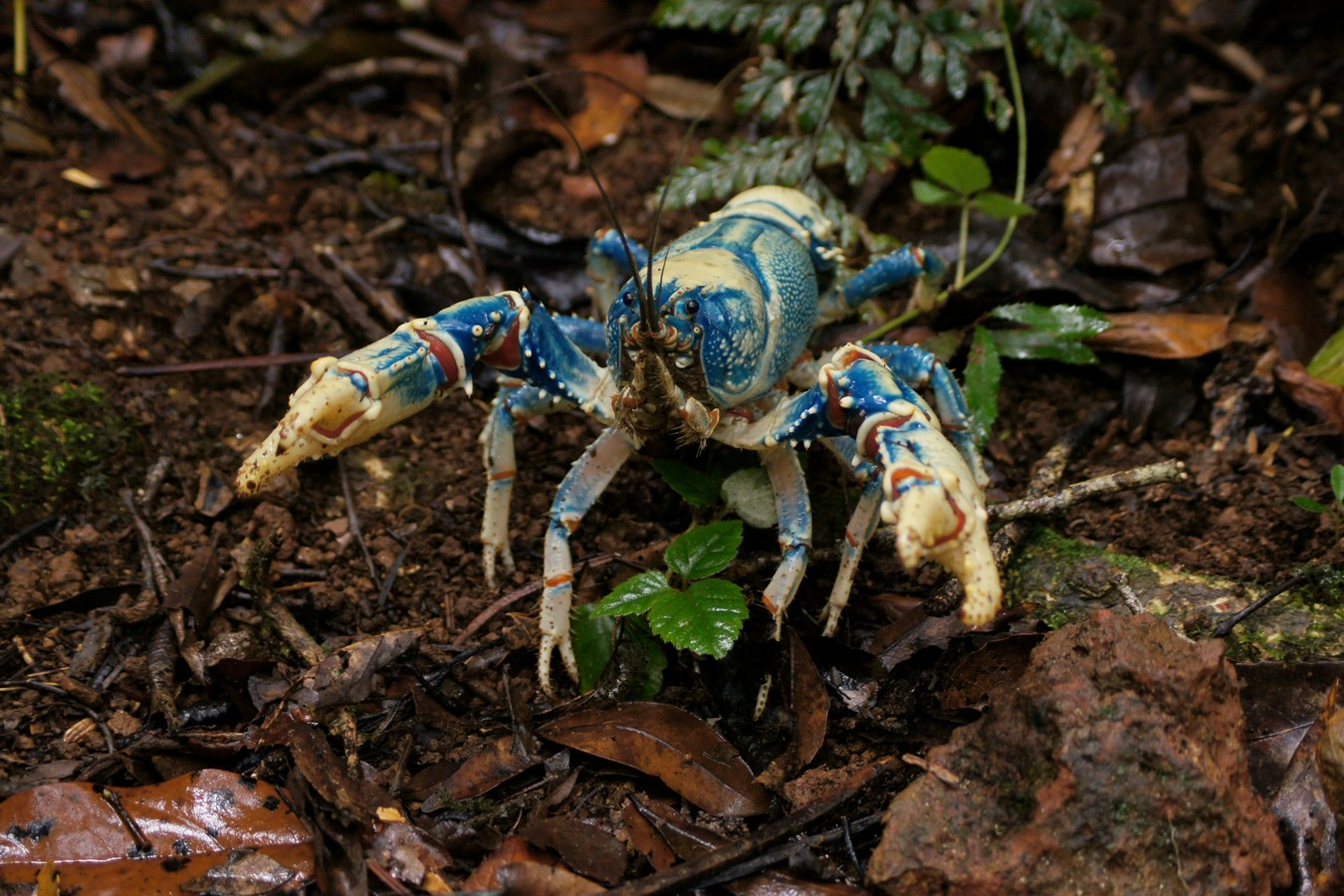
Euastacus sulcatus, une écrevisse de la famille des Parastacidae
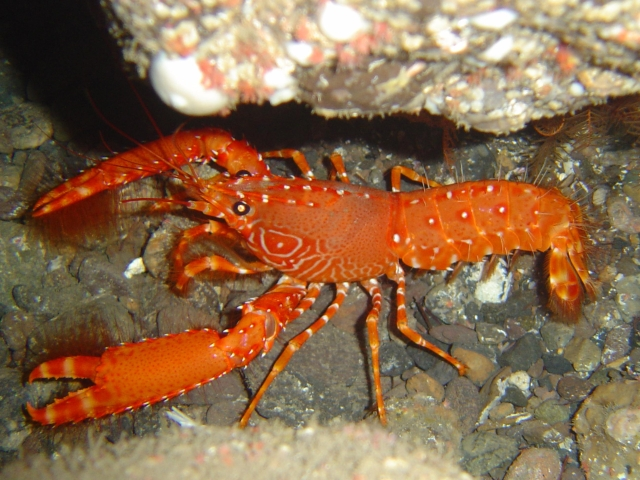
Enoplometopus antillensis, un « homard tropical » de la famille des Enoplometopidae
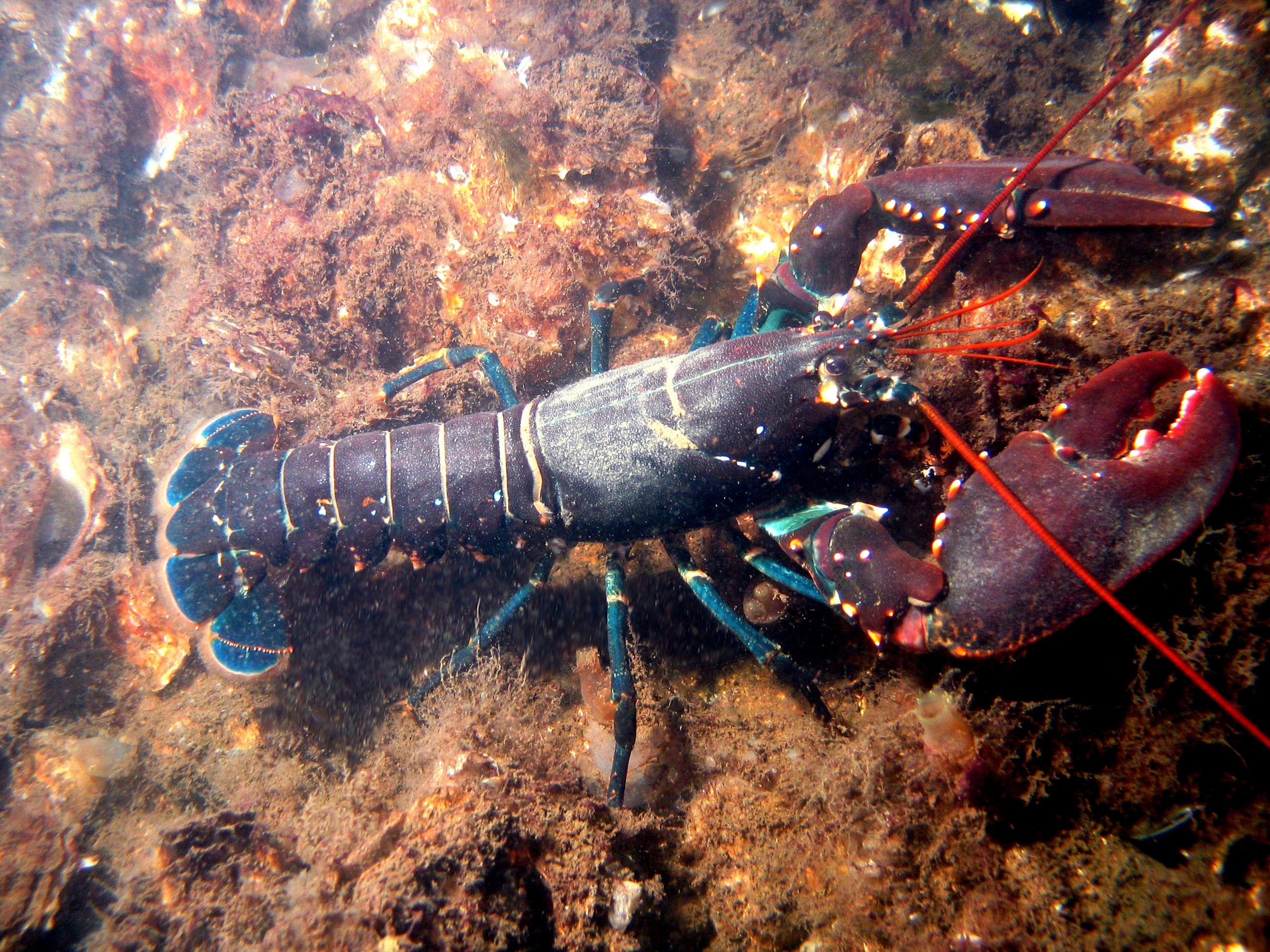
Homarus gammarus, un homard de la famille des Nephropidae.